# الصفيحة القطبية الجنوبية

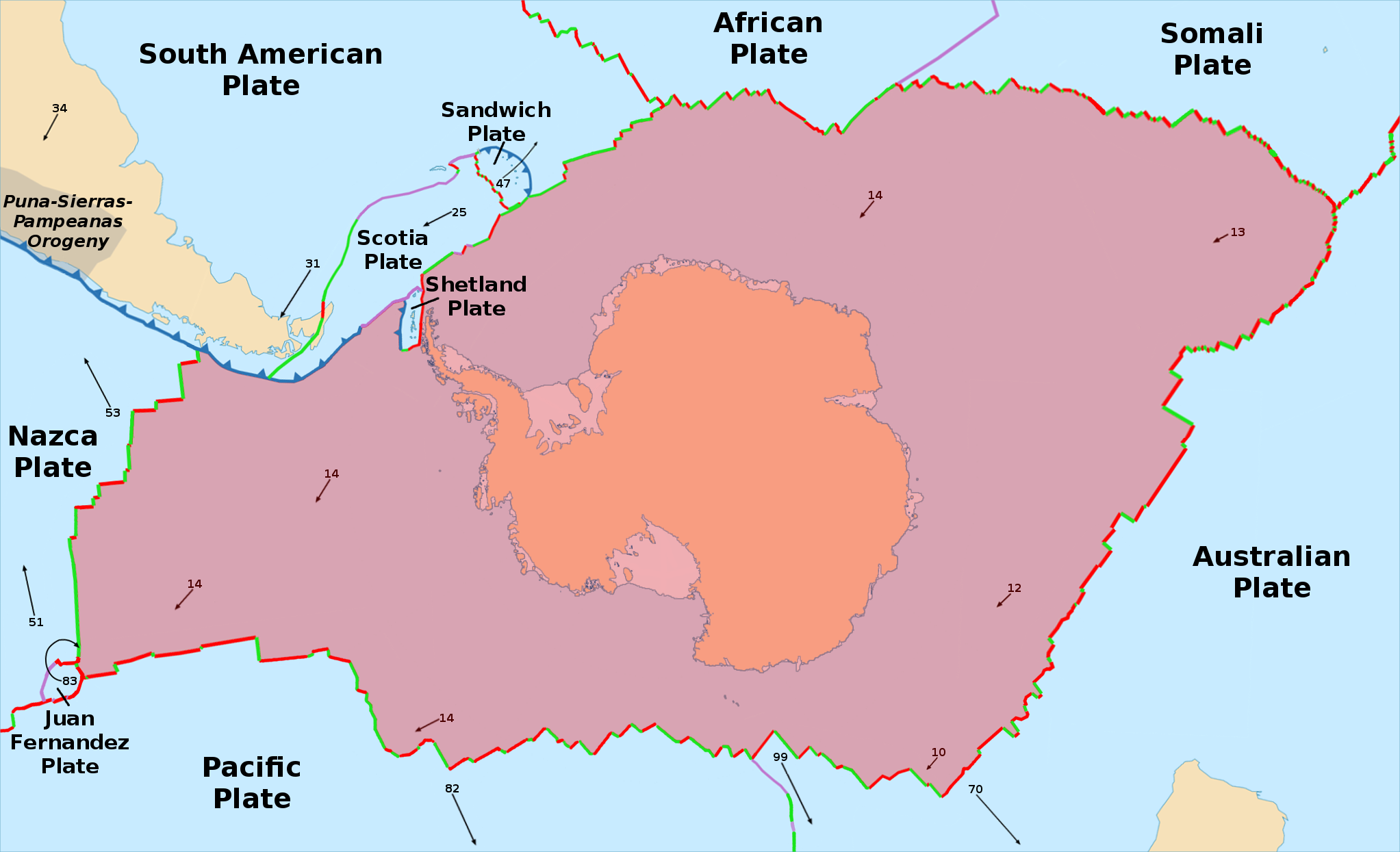

الصفيحة القطبية الجنوبية هي صفيحة تكتونية تشمل القارة القطبية الجنوبية وتمتد إلى الخارج تحت المحيطات المحيطة بها. بعد تفكك غندوانا (الجزء الجنوبي من بانجيا العملاقة). بدأت صفيحة القطب الجنوبي بالتحرك جنوبًا إلى موقعها المعزول حاليًا مما تسبب بتطوير مناخها البارد. الصفيحة القطبية الجنوبية محاطه بمرتفعات ظهر المحيط بشكل كامل تقريبًا ويجاورها صفيحة نازكا وصفيحة أمريكا الجنوبية والصفيحة الأفريقية وصفيحة هندية أسترالية وصفيحة المحيط الهادي وصفيحة سكوتيا.
تبلغ مساحة الصفيحة القطبية الجنوبية 60,900,000 كم2 تقريبًا. وتعتبر خامس أكبر صفيحة في الكرة الأرضية.
تقدر حركة الصفيحة القطبية الجنوبية بـ 1 سم سنويًا نحو المحيط الأطلسي.